# Jakob Schmidt (Regisseur)

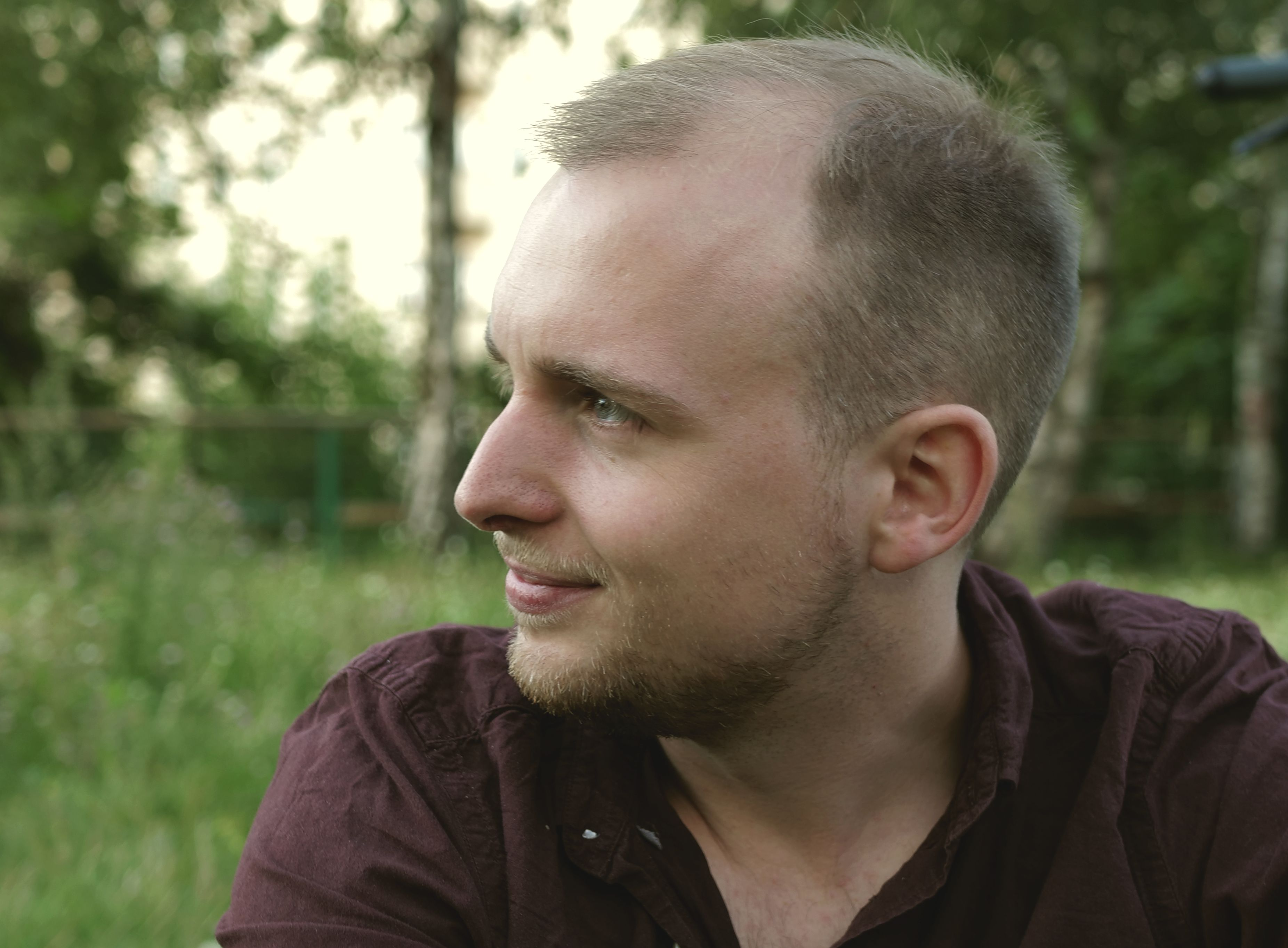
Jakob Schmidt (2017)

Jakob Schmidt (* 22. Mai 1989 in Würzburg) ist ein deutscher Dokumentar- und Spielfilmregisseur.

## Leben und Werk
Schmidt studierte Regie an der Potsdamer Filmuniversität Babelsberg Konrad Wolf. Nach seinem Diplom war er dort bis 2017 Meisterschüler bei Andreas Kleinert. Seine Abschlussarbeit „Zwischen den Stühlen“ wurde mehrfach ausgezeichnet und lief 2017 als einer der besucherstärksten Dokumentarfilme in den deutschen Kinos. Der Film begleitet drei junge Lehrer durch ihre Ausbildung im Referendariat und setzt sich kritisch mit dem staatlichen Bildungssystem auseinander. Während seines Studiums entstanden außerdem Kurzfilme, die auf Filmfestivals prämiert und im Fernsehen ausgestrahlt wurden:
Im Coming-of-Age-Drama „Nimmersatt“ spielt Liv Lisa Fries eine Studentin, die ihr Umfeld davon überzeugt, an einer tödlichen Krankheit zu leiden. Die plötzliche Aufmerksamkeit wird zu einer gefährlichen Sucht, die sich nicht mehr kontrollieren lässt. Die Erstausstrahlung erfolgte 2015 auf Arte.
Im Familienthriller „Gewitterzellen“ spielt Jenny Schily eine Mutter, die mit einer verdrängten Vergangenheit konfrontiert wird: Eines Abends steht sie ihrem 16-jährigen Sohn (Peter Bulkowski) gegenüber, den sie im Säuglingsalter verlassen hatte. Ein fragiles Kartenhaus droht einzustürzen. Die Erstausstrahlung fand 2015 im rbb Fernsehen statt.
Im Kurzdokumentarfilm „517 Füwatown“ begleitet Schmidt den Vorstadtrapper Romano, einen jungen Vater wider Willen, der sich zwischen dem Traum von einer Karriere als Musiker und dem Leben als Pantoffelheld entscheiden zu müssen glaubt. Der Film erhielt unter anderem den Hauptpreis des WDR Awards „kurz & schön“ sowie den Nachwuchsförderpreis der Flensburger Kurzfilmtage. Er lief auf über 50 Filmfestivals weltweit und wurde unter anderem auf 3Sat, rbb, BR, WDR und ZDFInfo ausgestrahlt.
„Lieber wär ich Mörder“ zeigt die verzweifelte Suche eines verurteilten Berliner Sexualstraftäters zurück in die Gesellschaft nach zehn Jahren hinter Gittern. Seine Premiere feierte der Film im internationalen Wettbewerb des Dokumentarfilmfestivals Visions du réel, Nyon.
Schmidt arbeitet außerdem als freier Journalist. Er ist Vater eines Sohnes und einer Tochter und lebt in Berlin.

## Filmografie
- 2010: Lieber wär ich Mörder (dokumentar)
- 2011: 517 Füwatown (dokumentar)
- 2012: Nimmersatt (fiktional)
- 2015: Gewitterzellen (fiktional)
- 2016: Zwischen den Stühlen (dokumentar)
- 2022: Wen dürfen wir essen? (dokumentar)